# 1964-es amerikai elnökválasztás
Az Amerikai Egyesült Államok alkotmányának előírása szerint 1964. november 3-án, kedden az országban elnökválasztást tartottak. Lyndon B. Johnson hivatalban lévő elnök, a Demokrata Párt jelöltje legyőzte Barry Goldwatert, a Republikánus Párt jelöltjét. Johnson 61,1%-ával a szavazatok legnagyobb részét szerezte meg az 1820-as választás óta.
Johnson elődje, John F. Kennedy meggyilkolása után vette át az elnöki posztot 1963. november 22-én. Az elnökjelöltségért folytatott küzdelemben könnyedén legyőzte a szegregációt támogató George Wallace alabamai kormányzót egy teljes ciklus betöltése érdekében. Az 1964-es Demokrata Nemzeti Konvención elnyerte saját kiszemeltje, Hubert Humphrey szenátor jelölését az alelnöki posztra. Eközben a Republikánus Nemzeti Konvención Barry Goldwater arizonai szenátor, pártja konzervatív frakciójának vezetője legyőzte New York liberális kormányzóját, Nelson Rockefellert és William Scranton pennsylvaniai kormányzót.
Johnson kiállt a polgárjogi törvény elfogadása mellett és egy sor szegénységellenes programot is támogatott, amelyek együttesen Nagyszerű Társadalom néven váltak ismertté. Goldwater támogatta az alacsony adót, valamint az 1957-ben és 1960-ban a polgárjogi szabályok elfogadására irányuló korábbi kísérleteket, de ellenezte az 1964. évi polgári jogokról szóló törvényt, mivel úgy vélte, hogy sérti az egyéni szabadságot és az államok jogait. A demokraták sikeresen ábrázolták Goldwatert veszélyes szélsőségesként, főleg a televíziós reklámokban. A republikánusok megosztottak voltak a mérsékelt és a konzervatív frakciók között, Rockefeller és más mérsékelt pártvezetők nem voltak hajlandóak kampányolni Goldwaterért. Johnson a kampány során végzett összes közvélemény-kutatásban nagy fölénnyel vezetett.
Johnson 44 államot és Columbia kerületet vitte magával, míg Goldwater megnyerte hazáját és végig söpört a délvidéki államokon, amelyek többségre az újjáépítés 1877-es befejezése óta nem szavazott republikánus elnökjelöltre. Ez az utolsó alkalom, hogy a Demokrata Párt megnyerte a fehér szavazást, egyben ez az első és egyetlen 1992-ig, amelyen a demokraták vitték Vermontot, és 1912 óta az első, amelyen a demokraták elnyerték Mainet.
Ez az utolsó választás, amelyen a demokrata jelölt elnyerte Idaho, Utah, Wyoming, Észak-Dakota, Dél-Dakota, Nebraska, Kansas és Oklahoma államokat és az egyetlen választás, amelyen a demokraták vitték Alaszkát. Ez a legutóbbi elnökválasztás, ahol egész Közép-Nyugat demokratákra szavazott. Iowa és Oregon 1988-ig nem demokratára szavazott, ugyanezt tette 1992-ig Kalifornia, Colorado, Illinois, Montana, Nevada, New Hampshire, New Jersey, Új-Mexikó és Vermont, 2008-ig pedig Indiana és Virginia. 
Johnson földcsuszamlásszerű győzelme egybeesett sok konzervatív republikánus kongresszusi képviselő vereségével. Az ezt követő időszakban olyan jelentős jogszabályokat fogadtak el, mint az 1965-ös társadalombiztosítási módosítások és a szavazati jogokról szóló törvény. Az 1964-es választás egy jelentős, hosszú távú átrendeződés kezdetét jelentette az amerikai politikában. Goldwater veresége jelentősen befolyásolta a konzervatív republikánusok mozgalmát, amely Ronald Reagan 1980-as elnökválasztási győzelmével érte el a csúcspontot.

## John F. Kennedy elnök meggyilkolása

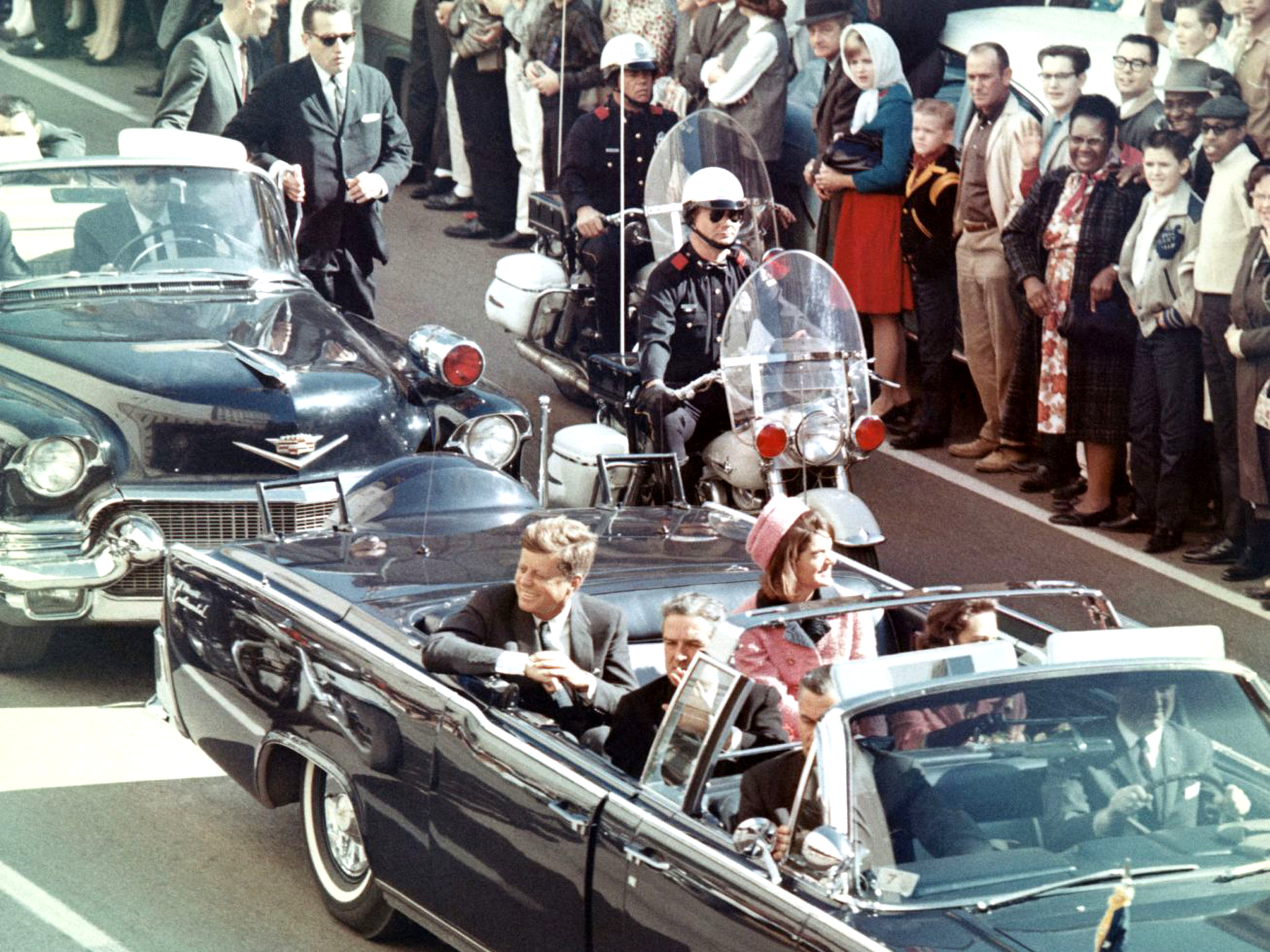
Kennedy elnök és felesége néhány perccel a merénylet előtt

Johnson 1961 és 1963 között John F. Kennedy alelnökeként tevékenykedett, majd Kennedy elnök 1963. november 22-i dallasi meggyilkolása után ő vette át az elnöki posztot. A támogatókat lesújtotta és elszomorította a karizmatikus elnök elvesztése, miközben az ellenzéki jelöltek kínos helyzetbe kerültek azzal, hogy egy meggyilkolt politikai szereplő politikája ellen indulnak. Az ezt követő gyászidőszakban a republikánus vezetők politikai moratóriumot sürgettek, hogy ne tűnjenek tiszteletlennek. Így a két nagy párt jelöltjei csak 1964 januárjában kezdtek el politizálni és kampányolni. Abban az időben a legtöbb politikai szakértő úgy látta Kennedy meggyilkolását, mint aki politikailag rendezetlenül hagyta el az országot.

## Jelölések

### Demokrata Párt
| A Demokrata Párt jelöltjei, 1964       |                                 |
| Lyndon B. Johnson                      | Hubert Humphrey                 |
| elnökjelölt                            | alelnökjelölt                   |
|                                        |                                 |
| Az Egyesült Államok elnöke (1963–1969) | Minnesota szenátora (1949–1964) |

| 1964-es demokrata elnökjelölti előválasztás eredményei         | 1964-es demokrata elnökjelölti előválasztás eredményei |
| -------------------------------------------------------------- | ------------------------------------------------------ |
| Lyndon B. Johnson Az Egyesült Államok elnöke 1 106 999 (17,8%) | George Wallace Alabama kormányzója 672 984 (10,8%)     |

Johnson elnökön kívül az egyetlen jelölt, aki aktívan kampányolt, az George Wallace alabamai kormányzó volt, aki számos északi előválasztáson indult, bár jelöltsége inkább az államok jogainak filozófiáját népszerűsítette az északiak körében. Miközben némi támogatást várt a déli delegációktól, Wallace biztos volt benne, hogy nem száll harcba a demokrata jelöltségért. Johnson 1 106 999 szavazatot kapott az előválasztáson.
A Demokrata Nemzeti Konvención a Mississippi Szabadságdemokrata Párt (MFDP) követelte a mississippi küldöttek mandátumát, nem a párt szabályai alapján, hanem azért, mert Mississippi küldöttségét fehér elsődlegesek választották meg, mely során Délen kizárólag csak fehér szavazók vehettek részt, ez sok fiatal polgárjogi munkavállalót megsértett. A Demokrata Párt liberális vezetői támogatták a Mississippi küldöttség mandátumhoz való jutását. Johnson aggódott, hogy a mississippi demokraták amúgy is Goldwaterre szavaznak, ám ezzel elveszíti a délvidéki államokat. Végül Hubert Humphrey, Walter Reuther és a fekete polgárjogi vezetők, köztük Roy Wilkins, Martin Luther King és Bayard Rustin kompromisszumot kötöttek: az MFDP két helyet foglalhatott el, ám a Mississippi küldöttségnek ígéretet kellett tennie a pártjegy támogatására és egyetlen jövőbeli demokrata konvención sem lehet küldöttséget kiválasztani diszkriminatív szavazással. Az MFDP kezdetben elutasította az egyezséget, de végül elfoglalták helyüket. Mississippi és Alabama számos fehér küldöttje nem volt hajlandó aláírni semmilyen fogadalmat és elhagyta a konvenciót. Johnson elvesztette Louisianát, Alabamát, Mississippit, Georgiát és Dél-Karolinát, azaz a délvidéki államokat.
Johnson kapcsolata Kennedy elnök öccsével, Robert F. Kennedy főügyésszel is bajban volt. A két testvérrel való kapcsolata már szenátusi többségi vezetőként feszült volt. A Johnson-Kennedy ellenségeskedés már az 1960-as Demokrata Nemzeti Konvención is erősen mutatkozott, amikor Robert Kennedy megpróbálta megakadályozni, hogy Johnson a bátyja alelnökjelöltje legyen, ami mélyen elkeserítette mindkét férfit.
1964 elején, annak ellenére, hogy személyes ellenségeskedés állt az elnök és a főügyész között, Kennedy megpróbálta rákényszeríteni Johnsont, hogy fogadja el őt alelnökjelöltjeként. Johnson ezt a fenyegetést azzal hárította el, hogy bejelentette, egyik kormánytagját sem tekinti a demokrata jegy második helyének. Johnson attól is tartott, hogy Kennedy az 1964-es demokrata konvención elmondott beszédét arra használhatja fel, hogy a küldöttek között érzelmeket keltsen annak érdekében, hogy ő legyen Johnson futótársa. Ezt azzal akadályozta meg, hogy szándékosan a konvenció utolsó napjára ütemezte Kennedy beszédét, miután futótársát már kiválasztották. Nem sokkal az 1964-es demokrata konvenció után Kennedy úgy döntött, hogy elhagyja Johnson kormányát és indul a New York-i Szenátusban és megnyerte a novemberi szenátusi választást. Johnson Hubert Humphrey szenátort, egy liberális és polgárjogi aktivistát választotta alelnökjelöltjének.

### Republikánus Párt
| A Republikánus Párt jelöltjei, 1964 |                                             |
| Barry Goldwater                     | William E. Miller                           |
| elnökjelölt                         | alelnökjelölt                               |
|                                     |                                             |
| Arizona szenátora (1953–1965)       | Amerikai kongresszusi képviselő (1951–1965) |

| 1964-es Republikánus Nemzeti Konvenció eredményei | 1964-es Republikánus Nemzeti Konvenció eredményei | 1964-es Republikánus Nemzeti Konvenció eredményei | 1964-es Republikánus Nemzeti Konvenció eredményei |
| ------------------------------------------------- | ------------------------------------------------- | ------------------------------------------------- | ------------------------------------------------- |
| Barry Goldwater Arizona szenátora 883             | William Scranton Pennsylvania kormányzója 214     | Nelson Rockefeller New York kormányzója 114       | George W. Romney Michigan kormányzója 41          |
| Margaret C. Smith Maine szenátora 27              | Walter Judd Kongresszusi képviselő 22             | Hiram Fong Hawaii szenátora 5                     | Henry C. Lodge dél-vietnámi nagykövet 2           |

A Republikánus Párt 1964-ben súlyosan megosztott volt konzervatív és mérsékelt-liberális frakciói között. Richard Nixon volt alelnök, akit Kennedy megvert a rendkívül szoros 1960-as elnökválasztáson, úgy döntött, hogy nem indul. A mérsékelt Nixon 1960-ban képes volt egyesíteni a frakciókat, távollétében egyértelmű volt, hogy a két frakció keményen harcol egymás ellen a jelölésért. Barry Goldwater szenátor volt a konzervatívok jelöltje. A republikánus konzervatívok történelmileg Közép-Nyugaton székeltek, de az 1950-es évektől kezdve délen és nyugaton is hatalomra jutottak. A konzervatívok előnyben részesítették az alacsony adókulcsú, kis szövetségi kormányt, amely támogatta az egyéni jogokat és az üzleti érdekeket és ellenezte a szociális jóléti programokat. Az internacionalista külpolitika mellett álltak ki és nehezteltek a mérsékelt szárny dominanciájára, amelynek szélhelye az Egyesült Államok északkeleti részén volt. 1940 óta a keleti mérsékeltek legyőzték a konzervatív elnökjelölteket a republikánus nemzeti konvenciókon. A konzervatívok úgy vélték, hogy a keleti republikánusok alig különböznek a liberális demokratáktól filozófiájukban és a kormányzáshoz való hozzáállásukban. Goldwater legfőbb ellenfele a republikánus jelölés elnyerésére Nelson Rockefeller, New York kormányzója, aki már régóta a liberális-mérsékelt frakció vezetője volt.
Kezdetben Rockefellert tartották az éllovasnak, megelőzve Goldwatert. 1963-ban, Rockefeller két évvel válása után feleségül vette Margaretta Murphyt, aki közel 18 évvel volt fiatalabb nála és éppen elvált férjétől és négy gyermekét átadta az ő felügyelete alá. Az a tény, hogy Murphy hirtelen elvált férjétől, mielőtt hozzáment Rockefellerhez, olyan pletykákhoz vezetett, miszerint Rockefellernek házasságon kívüli viszonya volt vele. Ez sok szociálkonzervatívot és női szavazót feldühített a Republikánus Párton belül, akik közül sokan Rockefellert „feleséglopónak” nevezték. Újra házasodása után Rockefeller esélyei az elnökjelöltség elnyerésére folyamatosan csökkent. Prescott Bush szenátor Rockefeller kritikusai közé tartozik a kérdésben: „Eljutottunk -e életünk azon pontjához nemzetként, ahol egy nagy állam kormányzója – aki talán az Egyesült Államok elnökjelöltségére törekszik – elhagyhat egy jó feleséget, felnőtt gyermekei anyját, elválik tőle, majd meggyőz egy négygyermekes fiatal anyát, hogy hagyja el férjét és négy gyermekét és menjen feleségül a kormányzóhoz?”
Az első előválasztáson, New Hampshire-ben Rockefellert és Goldwatert tartották a két legesélyesebb jelöltnek, ám meglepő módon a szavazók inkább az Egyesült Államok dél-vietnámi nagykövete, Henry Cabot Lodge, Nixon 1960-as alelnökjelöltje mellett tették le voksukat. Lodge beírta magát a lehetséges jelöltek közé, megnyerte a massachusettsi és a New Jersey-i előválasztást is, mielőtt visszavonta volna jelöltségét, mert végül úgy döntött, hogy nem akarja a republikánus jelölést elnyerni.
Annak ellenére, hogy vereséget szenvedett New Hampshire-ben, Goldwater tovább erősödött és kevés ellenzékkel szemben megnyerte az illinoisi, a texasi, az indianai és a nebraskai előválasztást, míg számos jelölőgyűlést megnyert és egyre több küldöttet gyűjtött össze. Eközben Rockefeller megnyerte a nyugat-virginiai és az oregoni előválasztást Goldwater ellen, William Scranton pedig saját államában, Pennsylvaniában. Rockefeller és Scranton is számos jelölőgyűlést nyertek meg, főleg északkeleten.
A végső összecsapás Goldwater és Rockefeller között a kaliforniai előválasztáson volt. A házasságával kapcsolatos korábbi vádak ellenére a legtöbb kaliforniai közvélemény-kutatásban Rockefeller állt az élen és úgy tűnt, hogy a győzelem felé tart, amikor új felesége három nappal az előválasztás előtt egy fiúnak adott életet. Fia születése miatt Rockefeller hirtelen elvesztette helyét a közvélemény-kutatásokban. A konzervatívok kibővült, elkötelezett erőfeszítéseivel és kiváló szerveződésével Goldwater 51-48%-os különbséggel megnyerte az előválasztást és ezzel kizárta Rockefellert, mint komoly versenyzőt, aki nem érte el a jelölést. Rockefeller vereségével a párt mérsékeltjei és liberálisai William Scrantonhoz, Pennsylvania kormányzójához fordultak abban a reményben, hogy megállítja Goldwatert. Azonban a Republikánus Nemzeti Konvenció kezdetén Goldwater jóval az élen állt, ami a Republikánus Párt konzervatívabb irányzatúvá válását jelentette.
A republikánus előválasztás eredményei:
- Barry Goldwater – 2 267 079 (38,33%)
- Nelson Rockefeller – 1 304 204 (22,05%)
- James A. Rhodes – 615 754 (10,41%)
- Henry Cabot Lodge – 386 661 (6,54%)
- John W. Byrnes – 299 612 (5,07%)
- William Scranton – 245 401 (4,15%)
- Margaret Chase Smith – 227 007 (3,84%)
- Richard Nixon – 197 212 (3,33%)
- Harold Stassen – 114 083 (1,93%)
- Egyéb – 58 933 (0,99%)
- George W. Romney – 1 955 (0,03%)

Az 1964-es Republikánus Nemzeti Konvenció – amelyet a kaliforniai Daly Cityben, a Cow Palace arénában tartottak – a feljegyzések szerint az egyik legkeserűbb volt, mivel a párt mérsékeltjei és konzervatívjai nyíltan kifejezték megvetésüket egymás iránt. Rockefeller beszédjében hangosan kifütyülte és élesen bírálta a párt konzervatívjait, ami ahhoz vezetett, hogy ők kiabáljanak és sikoltozzanak vele. A mérsékeltek egy csoportja megpróbált Scranton mögé csoportosulni, hogy megállítsák Goldwatert, ám Goldwater erői könnyedén elhárították a kihívást és rögtön, az első szavazáson őt jelölték.
Az alelnöki jelölésért a kevésbé ismert William E. Miller, a Republikánus Nemzeti Bizottság elnöke, New York egyik képviselője jelentette be. Goldwater kijelentette, hogy azért választotta Millert, mert ő vezette azokat, akik szerint Johnson elnök őrült. Ez az egyetlen 1952 és 1972 között, hogy Nixon se elnökjelölt, sem alelnökjelölt nem volt.
Jelölési elfogadó beszédében Goldwater ezt jelentette ki: „Emlékeztetném önöket arra, hogy a szabadság védelmében a szélsőségesség nem bűn. És hadd emlékeztessem önöket arra is, hogy az igazságra való törekvés mérséklése nem erény.” Sok republikánus mérsékelt Goldwater beszédét szándékos sértésnek tekintették és ezek a mérsékeltek közül sokan disszidáltak a pártból és a demokratákhoz fordultak az őszi választásokon.

## A választás

### Kampány

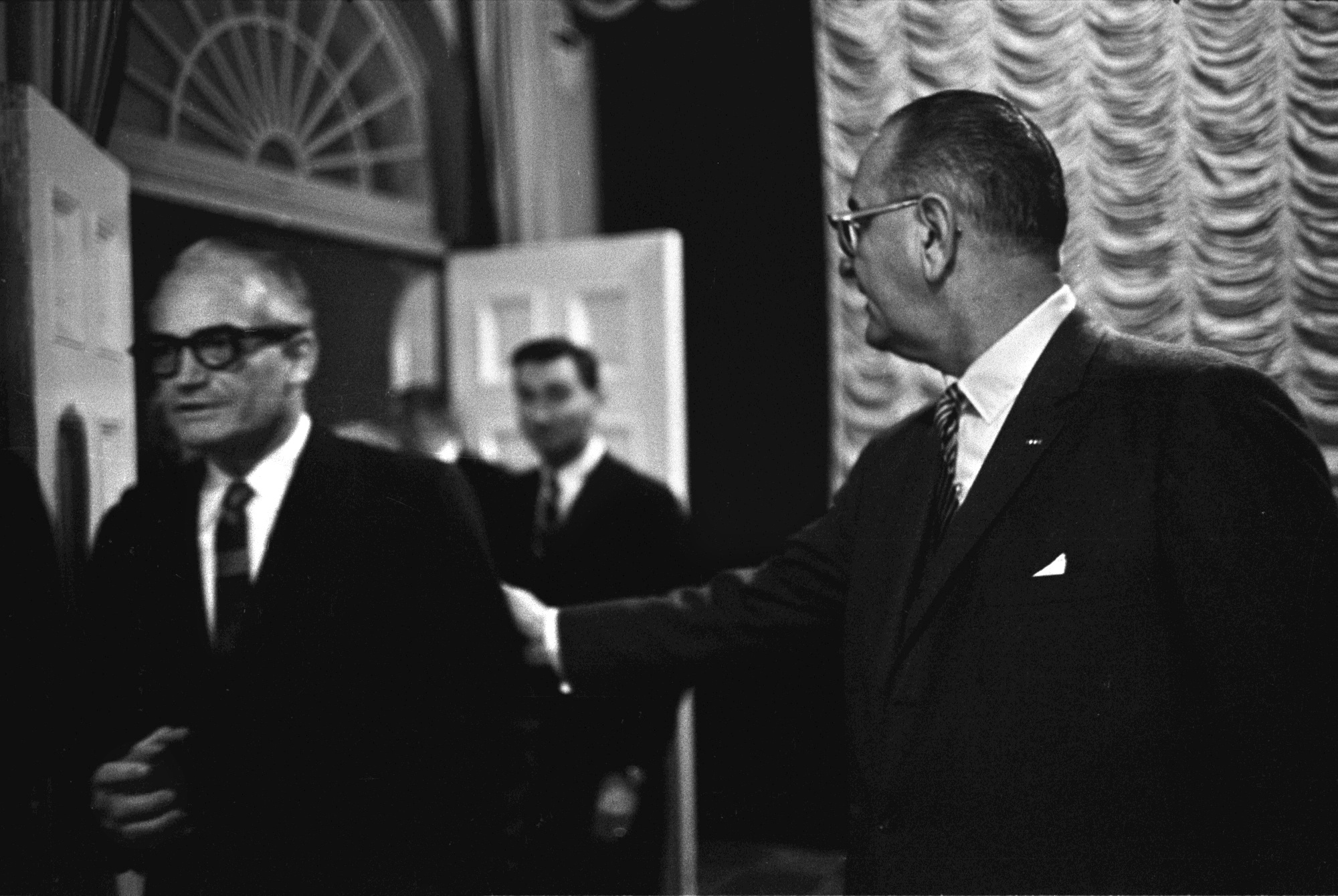
Johnson és Goldwater

Bár Goldwater sikeresen összegyűjtötte a konzervatívokat, ám nem tudta szélesíteni támogatottságát a választásokon. Röviddel a republikánus konvenció előtt elidegenítette a mérsékelt és liberális republikánusokat az 1964-es polgárjogi törvény elítélésével, amelyet Johnson Kennedy halála után támogatott és törvénybe iktatott. Goldwater azt mondta, hogy a szegregációellenességet elsősorban az államok jogainak kérdésének tekinti, nem pedig nemzetpolitikának és alkotmányellenesnek minősítette az 1964-es törvényt. Goldwater szembeszállása a törvénnyel végül azt eredményezte, hogy az afroamerikaiak túlnyomórészt Johnsont támogassák. Az 1960-as évek elején élesen kritizálta az Eisenhower-kormányt is és a korábbi elnök soha nem bocsátotta meg neki és nem támogatta Goldwatert a választásokon.
Az 1961 decemberében egy sajtókonferencián mondott beszéde azt jelezte, hogy ellenzi a liberális gazdasági és szociálpolitikát. Goldwatert a demokraták televíziós reklámokban azzal is vádolták, hogy önkéntessé akarja tenni a társadalombiztosítást és el akarja adni a Tennessee Valley Hatóság (TVA) vállalatot. Goldwater egyszer azzal viccelődött, miszerint az amerikai hadseregnek atombombát kellene ledobnia a Kremlbe, a Szovjetunióba.
Goldwatert sértette az is, hogy sok prominens mérsékelt republikánus vonakodott támogatni őt. Nelson Rockefeller New York-i és George Romney michigani kormányzók nem voltak hajlandóak kampányolni Goldwaterért és nem álltak ki mellette. Emellett Richard Nixon korábbi alelnök és William Scranton pennsylvaniai kormányzó hűségesen támogatta a republikánus jegyet és kampányoltak Goldwaterért, bár Nixon nem teljesen értett egyet Goldwater politikai álláspontjával. A republikánusokat támogató The New York Herald-Tribune című újság Johnsont támogatta a választásokon. Egyes mérsékeltek még a „Republikánusok Johnsonért” szervezetet is létrehoztak, bár a legtöbb prominens republikánus politikus elkerülte, hogy társuljon vele.
Röviddel a republikánus konvenció előtt a CBS riportere, Daniel Schorr azt írta, úgy tűnik, hogy Goldwater szenátor Bajorországban kezdi meg kampányát, Németország jobboldalának központjában. Megjegyezte, hogy egy Goldwater-interjú a német Der Spiegel magazinnal „a jobboldali elemekre való felhívás” volt. Az utazásnak azonban nem volt hátsó szándéka, csak egy nyaralás volt.
A Fact magazin közzétett egy cikket, amely pszichiátereket kérdezett meg országszerte Goldwater épelméjűségéről. Mintegy 1189 pszichiáter értett egyet abban, hogy Goldwater alkalmatlan az elnöki posztra. A cikk nagy nyilvánosságot kapott és az Amerikai Pszichiátriai Társaság etikai irányelveinek megváltoztatását eredményezte. Egy rágalmazási perben a szövetségi bíróság Goldwatert 75 ezer dollár kártérítésre ítélte.
Eisenhower erős támogatása hasznos lehetett volna Goldwater kampányában, ám ehelyett a hiánya egyértelműen észrevehető volt. Amikor 1964 júliusában megkérdezték a volt elnök öccse, Milton S. Eisenhower elnöki képességeiről, Goldwater ezt válaszolta: „Egy Eisenhower egy generációban elég.” Eisenhower azonban nem utasította el nyíltan Goldwatert és egy televíziós reklámot készített Goldwater kampányához. Aki erőteljesen támogatta Goldwatert, az a prominens hollywoodi híresség, Ronald Reagan volt. Reagan jól fogadott és nagyon népszerűvé vált televíziós beszédet tartott Goldwater támogatására. Sok történész úgy véli, hogy ez a beszéd Reagan színészből politikai vezetővé válásának kezdetét jelezte. 1966-ban Reagant Kalifornia kormányzójává választották.

### Hirdetések és szlogenek
Johnson mérsékeltnek minősítette magát és sikerült Goldwatert szélsőségesnek beállítania. Goldwaternek szokásában állt olyan kijelentéseket tenni a háborúról, a nukleáris fegyverekről és a közgazdaságtanról, amelyek ellene fordíthatók. A leghíresebb, Johnson kampánya által szeptember 7-én sugárzott „Daisy Girl” televíziós reklám, amelyen egy kislány egy százszorszépről szirmokat szedett le és számolta, ami egy visszaszámlálás és egy atomrobbanás elindítását eredményezte. A hirdetések azt mutatták, hogy Goldwater a nukleáris fegyverek Vietnámban való használatát szorgalmazza. Egy másik, Johnsont támogató „Egy republikánus vallomásai” hirdetésben egy férfi azt mondja a nézőknek, hogy korábban Eisenhowerre és Nixonra szavazott, de most aggódik a furcsa ötletű férfiak, a furcsa csoportok a Ku Klux Klan feje miatt, akik Goldwatert támogatták és arra a következtetésre jutott, hogy „vagy nincs republikánus vagy nem vagyok én”. A szavazók egyre inkább jobboldali jelöltnek tekintették Goldwatert. „A szívedben tudod, hogy igaza van” szlogenjét a Johnson kampány sikeresen parodizálta, „A beleidben tudod, hogy őrült” vagy akár „A szívedben tudod, hogy ő túl szélsőjobboldali”. A demokraták szlogenje a következő volt: „Szavazz Johnson elnökre november 3-án. Túl nagy a tét ahhoz, hogy otthon maradhass.”
A választási kampányt egy hétre megzavarta a republikánus Herbert Hoover volt elnök 1964. október 20-án bekövetkezett halála, mert tiszteletlennek tartották, hogy a gyász idején kampányoljanak. Hoover természetes halállal halt meg 90 éves korában, 1929 és 1933 között volt az Egyesült Államok elnöke. Mindkét jelölt, Johnson és Goldwater is részt vett a temetésen.
Johnson az összes közvélemény-kutatásban hatalmas előnnyel vezetett az egész kampány során.

## Eredmények

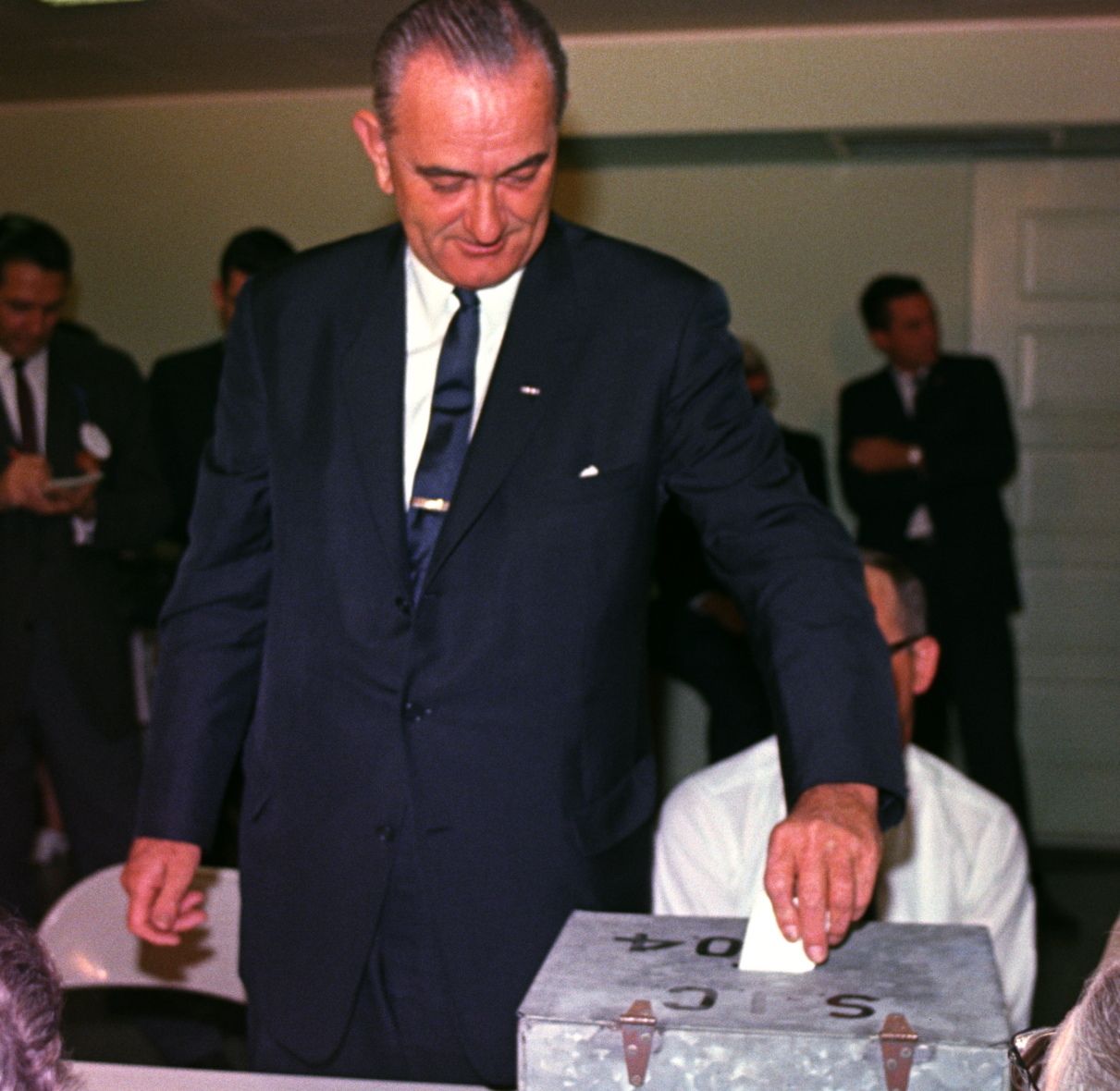
Johnson szavaz az elnökválasztás napján

Az elnökválasztást 1964. november 3-án tartották. Johnson hatalmas vereséget mért Goldwaterre, megnyerve a szavazatok több mint 61%-át. Goldwater csak szülőhazáját, Arizonát és öt délvidéki államot – Louisiana, Mississippi, Georgia, Alabama és Dél-Karolina – nyert meg, amelyeket a demokrata polgárjogi politika egyre inkább elidegenített.
Az öt déli állam, amely Goldwaterre szavazott, drámaian átlendült, hogy támogassa őt. Például Mississippiben. ahol a demokrata Franklin D. Roosevelt 1936-ban a szavazatok 97%-át szerezte meg, Goldwater a szavazatok 87%-át vitte. Mississippi, Alabama és Dél-Karolina az újjáépítés óta egyetlen elnökválasztáson sem szavazott republikánusra, míg Georgia az újjáépítés során sem szavazott republikánusra. Ezzel Goldwater lett az első republikánus, aki megszerezte Georgia szavazatát.
Az 1964-es választásokon a demokraták szilárd délje republikánussá vált. Ezzel szemben Johnson volt az első demokrata, aki valaha elnyerte Vermont szavazatait és Woodrow Wilson után a második demokrata, aki Mainet is magával vitte. Maine és Vermont volt az egyetlen két állam, amelyet Roosevelt négy sikeres elnökválasztási győzelme során nem nyert el.
A 3126 megyéből Johnson 2275-öt (72,77%) vitt magával, míg Goldwater 826-ot (26,42%). Ez az első választás, amelyen részt vett Kolumbia Kerület a 23. alkotmánymódosítás értelmében. 
| Elnökjelölt                   | Párt                          | Állam                         | Szavazatok                    | Szavazatok                    | Elektor szavazat | Futótárs                | Futótárs      |
| Elnökjelölt                   | Párt                          | Állam                         | Szavazat szám                 | Százalék                      | Elektor szavazat | Alelnökjelölt           | Állam         |
| ----------------------------- | ----------------------------- | ----------------------------- | ----------------------------- | ----------------------------- | ---------------- | ----------------------- | ------------- |
| Lyndon Baines Johnson         | Demokrata Párt                | Texas                         | 43 127 041                    | 61,05%                        | 486              | Hubert Horatio Humphrey | Minnesota     |
| Barry Morris Goldwater        | Republikánus Párt             | Arizona                       | 27 175 754                    | 38,47%                        | 52               | William Edward Miller   | New York      |
| Eric Hass                     | Szocialista Munkáspárt        | New York                      | 45 189                        | 0,06%                         | 0                | Henning A. Blomen       | Massachusetts |
| Clifton DeBerry               | Szocialista Munkások          | Illinois                      | 32 706                        | 0,05%                         | 0                | Edward Walter Shaw      | Michigan      |
| Earle Harold Munn             | Tilalom Párt                  | Michigan                      | 23 267                        | 0,03%                         | 0                | Mark R. Shaw            | Massachusetts |
| John Kasper                   | Államok Jogai Párt            | New York                      | 6 953                         | 0,01%                         | 0                | Jesse Benjamin Stoner   | Georgia       |
| Joseph B. Lightburn           | Alkotmánypárt                 | Nyugat-Virginia               | 5 061                         | 0,01%                         | 0                | Theodore Billings       | Colorado      |
| Egyéb                         | Egyéb                         | Egyéb                         | 12 581                        | 0,02%                         | 0                |                         |               |
| Teljes                        | Teljes                        | Teljes                        | 70 639 284                    | 100%                          | 538              |                         |               |
| Ennyi szükséges a győzelemhez | Ennyi szükséges a győzelemhez | Ennyi szükséges a győzelemhez | Ennyi szükséges a győzelemhez | Ennyi szükséges a győzelemhez | 270              |                         |               |

### Eredmények térképen

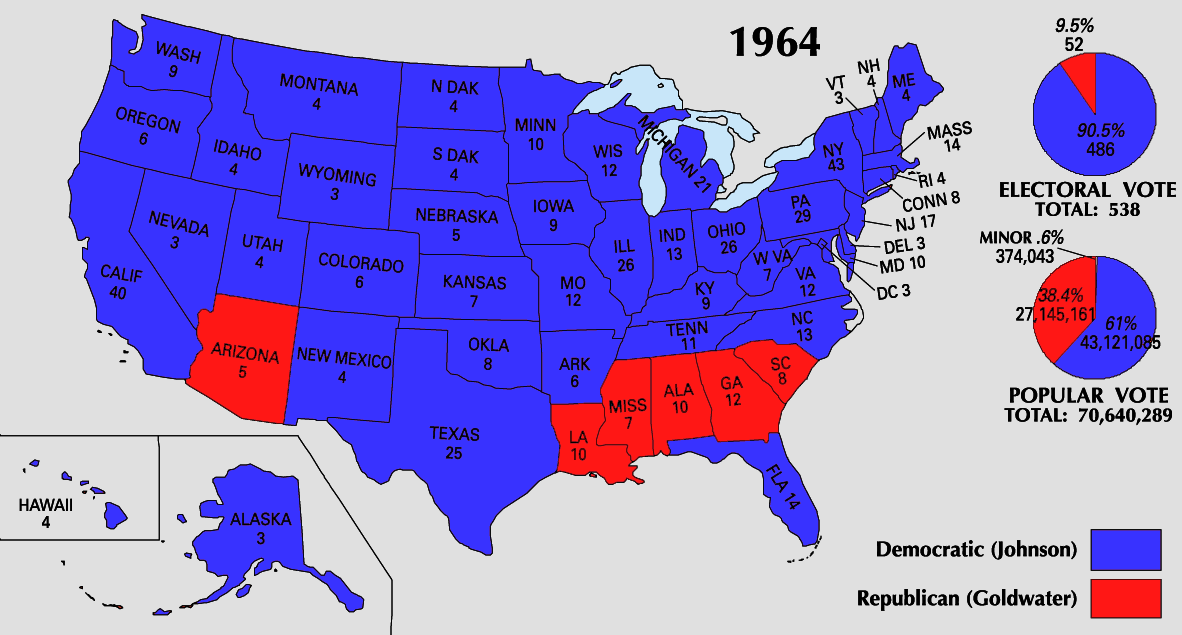
A választás eredményei államonként
A választás eredményei megyénként
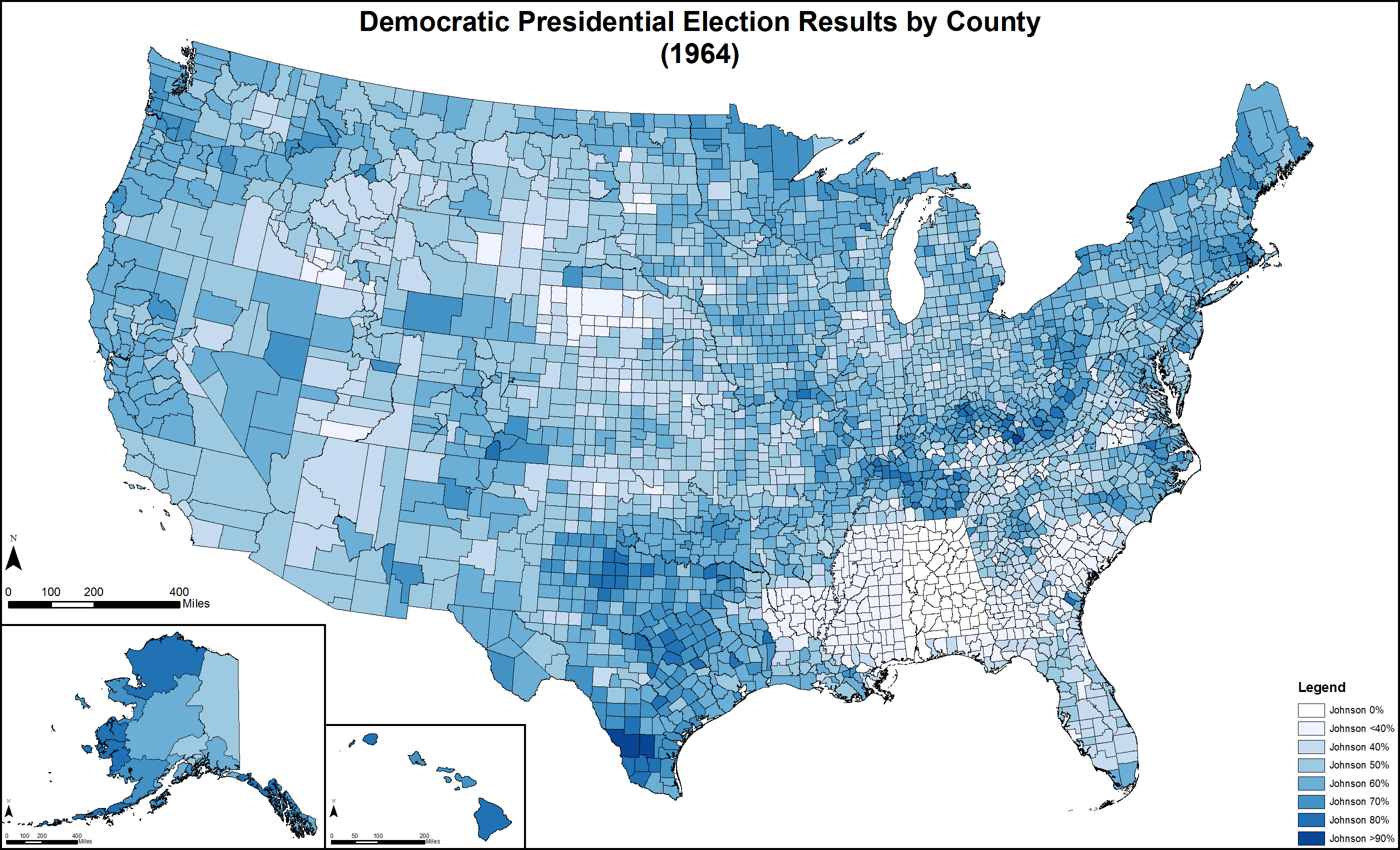
A demokraták eredményei megyénként
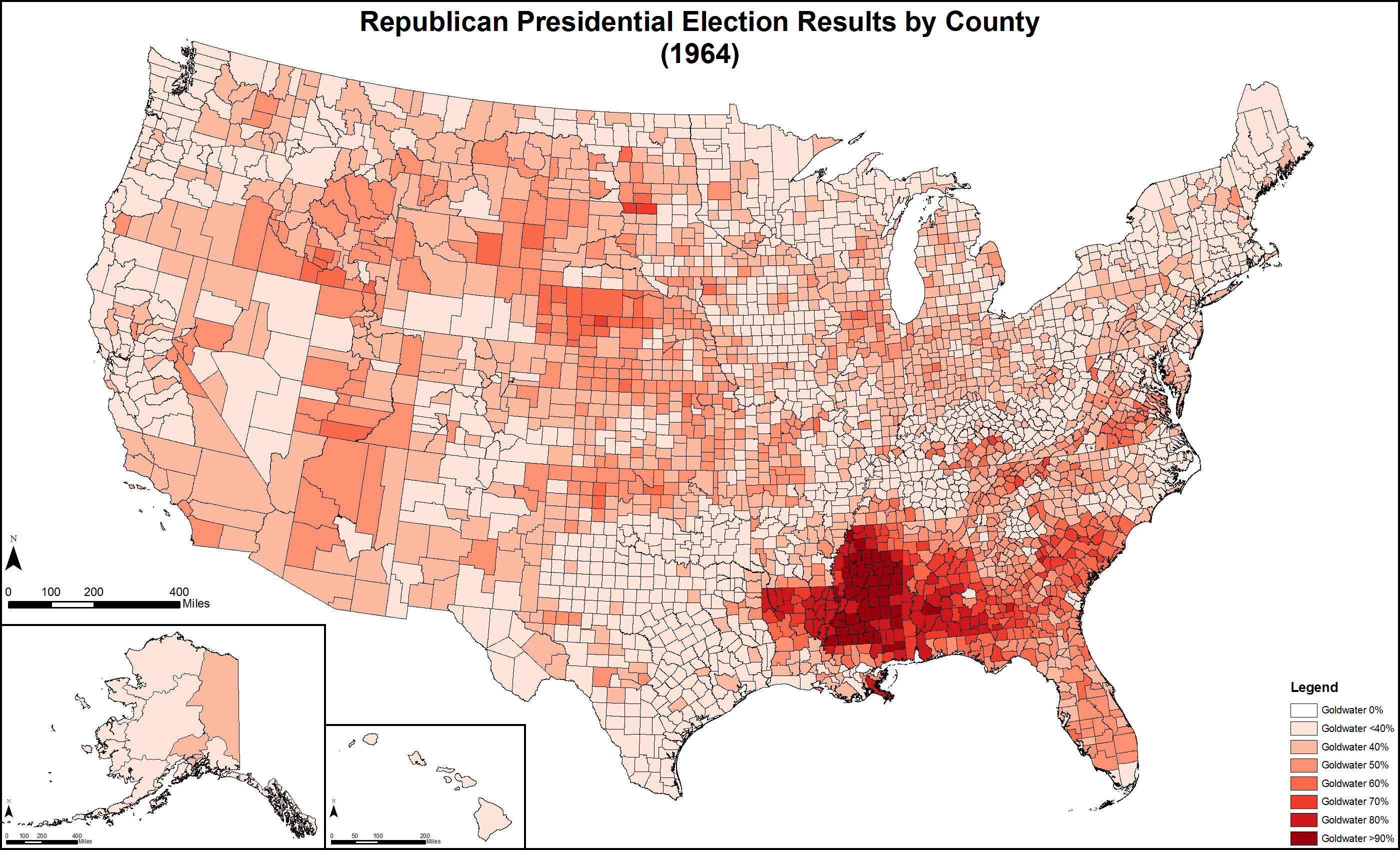
A republikánusok eredményei megyénként

### Eredmények államonként
| Johnson/Humphrey |
| Goldwater/Miller |

|                  |           | Zászló | Lyndon B. Johnson Demokrata | Lyndon B. Johnson Demokrata | Lyndon B. Johnson Demokrata | Barry Goldwater Republikánus | Barry Goldwater Republikánus | Barry Goldwater Republikánus | Teljes    |
| Állam            | elektorok | Zászló | #                           | %                           | elektorok                   | #                            | %                            | elektorok                    | #         |
| ---------------- | --------- | ------ | --------------------------- | --------------------------- | --------------------------- | ---------------------------- | ---------------------------- | ---------------------------- | --------- |
| Alabama          | 10        |        | -                           | -                           | -                           | 479 085                      | 69,45                        | 10                           | 689 817   |
| Alaszka          | 3         |        | 44 329                      | 65,91                       | 3                           | 22 930                       | 34,09                        | -                            | 67 259    |
| Arizona          | 5         |        | 237 753                     | 49,45                       | -                           | 242 535                      | 50,45                        | 5                            | 480 770   |
| Arkansas         | 6         |        | 314 197                     | 56,06                       | 6                           | 243 264                      | 43,41                        | -                            | 560 426   |
| Colorado         | 6         |        | 476 024                     | 61,27                       | 6                           | 296 767                      | 38,19                        | -                            | 776 986   |
| Connecticut      | 8         |        | 826 269                     | 67,81                       | 8                           | 390 996                      | 32,09                        | -                            | 1 218 578 |
| Delaware         | 3         |        | 122 704                     | 60,95                       | 3                           | 78 078                       | 38,78                        | -                            | 201 320   |
| Dél-Dakota       | 4         |        | 163 010                     | 55,61                       | 4                           | 130 108                      | 44,39                        | -                            | 293 118   |
| Dél-Karolina     | 8         |        | 215 700                     | 41,10                       | -                           | 309 048                      | 58,89                        | 8                            | 524 756   |
| Észak-Dakota     | 4         |        | 149 784                     | 57,97                       | 4                           | 108 207                      | 41,88                        | -                            | 258 389   |
| Észak-Karolina   | 13        |        | 800 139                     | 56,15                       | 13                          | 624 844                      | 43,85                        | -                            | 1 424 983 |
| Florida          | 14        |        | 948 540                     | 51,15                       | 14                          | 905 941                      | 48,85                        | -                            | 1 854 481 |
| Georgia          | 12        |        | 522 557                     | 45,87                       | -                           | 616 584                      | 54,12                        | 12                           | 1 139 336 |
| Hawaii           | 4         |        | 163 249                     | 78,76                       | 4                           | 44 022                       | 21,24                        | -                            | 207 271   |
| Idaho            | 4         |        | 148 920                     | 50,92                       | 4                           | 143 557                      | 49,08                        | -                            | 292 477   |
| Illinois         | 26        |        | 2 796 833                   | 59,47                       | 26                          | 1 905 946                    | 40,53                        | -                            | 4 702 841 |
| Indiana          | 13        |        | 1 170 848                   | 55,98                       | 13                          | 911 118                      | 43,56                        | -                            | 2 091 606 |
| Iowa             | 9         |        | 733 030                     | 61,88                       | 9                           | 449 148                      | 37,92                        | -                            | 1 184 539 |
| Kalifornia       | 40        |        | 4 171 877                   | 59,11                       | 40                          | 2 879 108                    | 40,79                        | -                            | 7 057 586 |
| Kansas           | 7         |        | 464 028                     | 54,09                       | 7                           | 386 579                      | 45,06                        | -                            | 857 901   |
| Kentucky         | 9         |        | 669 659                     | 64,01                       | 9                           | 372 977                      | 35,65                        | -                            | 1 046 105 |
| Kolumbia Kerület | 3         |        | 169 796                     | 85,50                       | 3                           | 28 801                       | 14,50                        | -                            | 198 597   |
| Louisiana        | 10        |        | 387 068                     | 43,19                       | -                           | 509 225                      | 56,81                        | 10                           | 896 293   |
| Maine            | 4         |        | 262 264                     | 68,84                       | 4                           | 118 701                      | 31,16                        | -                            | 380 965   |
| Maryland         | 10        |        | 730 912                     | 65,47                       | 10                          | 385 495                      | 34,53                        | -                            | 1 116 457 |
| Massachusetts    | 14        |        | 1 786 422                   | 76,19                       | 14                          | 549 727                      | 23,44                        | -                            | 2 344 798 |
| Michigan         | 21        |        | 2 136 615                   | 66,70                       | 21                          | 1 060 152                    | 33,10                        | -                            | 3 203 102 |
| Minnesota        | 10        |        | 991 117                     | 63,76                       | 10                          | 559 624                      | 36,00                        | -                            | 1 554 462 |
| Mississippi      | 7         |        | 52 618                      | 12,86                       | -                           | 356 528                      | 87,14                        | 7                            | 409 146   |
| Missouri         | 12        |        | 1 164 344                   | 64,05                       | 12                          | 653 535                      | 35,95                        | -                            | 1 817 879 |
| Montana          | 4         |        | 164 246                     | 58,95                       | 4                           | 113 032                      | 40,57                        | -                            | 278 628   |
| Nebraska         | 5         |        | 307 307                     | 52,61                       | 5                           | 276 847                      | 47,39                        | -                            | 584 154   |
| Nevada           | 3         |        | 79 339                      | 58,58                       | 3                           | 56 094                       | 41,42                        | -                            | 135 433   |
| New Hampshire    | 4         |        | 184 064                     | 63,89                       | 4                           | 104 029                      | 36,11                        | -                            | 286 094   |
| New Jersey       | 17        |        | 1 867 671                   | 65,61                       | 17                          | 963 843                      | 33,86                        | -                            | 2 846 770 |
| New York         | 43        |        | 4 913 156                   | 68,56                       | 43                          | 2 243 559                    | 31,31                        | -                            | 7 166 015 |
| Nyugat-Virginia  | 7         |        | 538 087                     | 67,94                       | 7                           | 253 953                      | 32,06                        | -                            | 792 040   |
| Ohio             | 26        |        | 2 498 331                   | 62,94                       | 26                          | 1 470 865                    | 37,06                        | -                            | 3 969 196 |
| Oklahoma         | 8         |        | 519 834                     | 55,75                       | 8                           | 412 665                      | 44,25                        | -                            | 932 499   |
| Oregon           | 6         |        | 501 017                     | 63,72                       | 6                           | 282 779                      | 35,96                        | -                            | 786 305   |
| Pennsylvania     | 29        |        | 3 130 954                   | 64,92                       | 29                          | 1 673 657                    | 34,70                        | -                            | 4 822 690 |
| Rhode Island     | 4         |        | 315 463                     | 80,87                       | 4                           | 74 615                       | 19,13                        | -                            | 390 091   |
| Tennessee        | 11        |        | 634 947                     | 55,50                       | 11                          | 508 965                      | 44,49                        | -                            | 1 143 946 |
| Texas            | 25        |        | 1 663 185                   | 63,32                       | 25                          | 958 566                      | 36,49                        | -                            | 2 626 811 |
| Utah             | 4         |        | 219 628                     | 54,86                       | 4                           | 180 682                      | 45,14                        | -                            | 400 310   |
| Új-Mexikó        | 4         |        | 194 017                     | 59,22                       | 4                           | 131 838                      | 40,24                        | -                            | 327 615   |
| Vermont          | 3         |        | 108 127                     | 66,30                       | 3                           | 54 942                       | 33,69                        | -                            | 163 089   |
| Virginia         | 12        |        | 558 038                     | 53,54                       | 12                          | 481 334                      | 46,18                        | -                            | 1 042 267 |
| Washington       | 9         |        | 779 881                     | 61,97                       | 9                           | 470 366                      | 37,37                        | -                            | 1 258 556 |
| Wisconsin        | 12        |        | 1 050 424                   | 62,09                       | 12                          | 638 495                      | 37,74                        | -                            | 1 691 815 |
| Wyoming          | 3         |        | 80 718                      | 56,56                       | 3                           | 61 998                       | 43,44                        | -                            | 142 716   |

### Szoros eredmények
A különbség 5% alatt volt:
1. Arizona, 1,00% (4 782 szavazat)
2. Idaho, 1,83% (5 363 szavazat)
3. Florida, 2,30% (42 599 szavazat)

A különbség 5% és 10% között volt:
1. Nebraska, 5,22% (30 460 szavazat)
2. Virginia, 7,36% (76 704 szavazat)
3. Georgia, 8,25% (94 027 szavazat)
4. Kansas, 9,03% (77 449 szavazat)
5. Utah, 9,73% (38 946 szavazat)

#### Statisztika
A demokraták legmagasabb szavazati arányú megyéi:
1. Duval megye (Texas) 92,55%
2. Knott megye (Kentucky) 90,61%
3. Webb megye (Texas) 90,08%
4. Jim Hogg megye (Texas) 89,87%
5. Menominee megye (Wisconsin) 89,12%

A republikánusok legmagasabb szavazati arányú megyéi:
1. Holmes megye (Mississippi) 96,59%
2. Noxubee megye (Mississippi) 96,59%
3. Amite megye (Mississippi) 96,38%
4. Leake megye (Mississippi) 96,23%
5. Franklin megye (Mississippi) 96,05%

## Következmények
Bár Goldwater döntő vereséget szenvedett, egyes politikai szakértők és történészek úgy vélik, hogy ő fektette le a konzervatív forradalom alapjait. „Ez volt legalább az egyetlen, amikor a történelmet a vesztesek írták” – írta Richard Perlstein, az amerikai konzervatív mozgalom történésze Goldwater vereségéről. Ronald Reagan beszéde Goldwater nevében és a Republikánus Párt konzervatív frakciójának hatalomátvétele mind hozzájárult a nyolcvanasévek „Reagan Forradalmának” megvalósításához.
Johnson az 1964-es választásokon aratott győzelmével elindította Nagyszerű Társadalom programját, aláírta az 1965-ös szavazati jogokról szóló törvényt, elindította a szegénység elleni küzdelmet és támogatta a feketék polgári jogait. Tovább kívánta fokozni és folytatni a vietnámi háborút, amely rontotta népszerűségét. 1968-ra Johnson népszerűsége jelentősen csökkent és a demokraták annyira megosztottak voltak jelölése kapcsán, hogy visszalépett a jelöléstől.
A választás elősegítette a fekete szavazók eltolódását a Republikánus Párttól, amelyet a New Deal indított el először. Az 1964-es választás óta a demokrata elnökjelöltek szinte folyamatosan megnyerték a fekete szavazatok legalább 80-90%-át minden elnökválasztáson.

## Fordítás
- Ez a szócikk részben vagy egészben  a(z)   1964 United States presidential election című angol Wikipédia-szócikk ezen változatának fordításán alapul.  Az eredeti cikk szerkesztőit annak laptörténete sorolja fel. Ez a jelzés csupán a megfogalmazás eredetét és a szerzői jogokat jelzi, nem szolgál a cikkben szereplő információk forrásmegjelöléseként.

## Külső linkek
- Campaign commercials from the 1964 election
- CONELRAD's definitive history of the Daisy ad Archiválva 2008. június 29-i dátummal a Wayback Machine-ben
- 1964 election results: State-by-state Popular vote Archiválva 2008. július 6-i dátummal a Wayback Machine-ben
- 1964 popular vote by states (with bar graphs)
- 1964 popular vote by counties
- "How close was the 1964 election?", Michael Sheppard, Massachusetts Institute of Technology
- electoral history
- Election of 1964 in Counting the Votes Archiválva 2016. március 4-i dátummal a Wayback Machine-ben.